# Henri Jacques Guillaume Clarke
Henri-Jacques-Guillaume Clarke (o Clarcke), 1.º duque de Feltre y 1.º conde de Hunebourg (Landrecies, 17 de octubre de 1765-Neuwiller-lès-Saverne, 28 de octubre de 1818) fue un político y mariscal de Francia.

## Biografía
Hijo del irlandés Thomas Clarke y la francesa Marie Louise Shée, hermana de Henry Shée, 1.º conde de Shée. Estudió en la Escuela Militar de París, convirtiéndose en 1782 en subteniente del regimiento de Berwick, capitán dos años después, empleado de la embajada en Londres en 1790, jefe de escuadrón de caballería en 1792, brigadier en 1793 y jefe del Estado Mayor del Ejército del Rin hasta 1795. Después de un breve arresto es nombrado jefe de topografía militar y general de división. Militar muy carismático, con fuertes lazos con los exiliados de la Legión irlandesa, se estableció en Alsacia hasta que Lazare Carnot lo envió a servir en la topografía del ejército de Napoleón Bonaparte en su campaña italiana para después irse a Cerdeña. Después del 18 de Brumario se hizo Jefe de la Oficina Topográfica, Consejero de Estado, secretario de Estado para el ejército y la marina. En 1805 fue nombrado gobernador de Viena y en 1806 de Erfurt y Berlín.
En 1807 es nombrado ministro de Guerra en reemplazó de Louis-Alexandre Berthier, eliminando el engranaje de poder autónomo creado por su antecesor y haciéndose con el control del Ministerio de Administración de Guerra. Su papel en el fracaso de la Expedición Walcheren en 1809 llevó recibir el título de duque de Feltre por Napoleón. Entre 1811 y 1812 la Grande Armée depende de su capacidad organizativa, por ello exige el control sobre el reclutamiento, producción, fondos y salubridad militares. El 23 de septiembre de 1812 Claude François de Malet organizó una intentona de golpe de Estado. Como su principal rival, el ministro de Policía, Anne Jean Marie René Savary, resultó arrestado, él se hizo con un enorme poder en París. Al volver en diciembre, Napoleón reinstala en su puesto a Savary y le quita a Clarke muchos de sus poderes. En noviembre de 1813 nombra como ministro de Administración de Guerra, Pierre Antoine Noël Bruno, debilitando aún más su autoridad. En el año siguiente ve aún más restringida su autoridad hasta sólo ser responsable de la movilización de la población civil y los hospitales. Al final, presionó a Napoleón a abdicar con otros mariscales. Pierre-Antoine Dupont de l'Étang lo reemplaza durante el reinado de Luis XVIII de Francia, pero igualmente es nombrado Par de Francia y mariscal. Al volver Napoleón en los Cien Días, sirvió como ministro de Guerra hasta que siguió a Luis en su huida a Gante. Tras la derrota definitiva de Napoleón, siguió como ministro hasta retirarse en 1817 cuando lo reemplaza Laurent de Gouvion-Saint-Cyr. Siguió como jefe de la 15.ª división hasta el fin de sus días.